# Ceratops
Ceratops – niepewny rodzaj ceratopsa, który żył pod koniec kredy na terenach Ameryki Północnej. Jego nazwa pochodzi z greckich słów kerat – róg i ops – oblicze. Zapewne tak jak inne ceratopsy był roślinożercą, który zrywał roślinność za pomocą charakterystycznego papuziego dzioba. Mimo że od nazwy Ceratops pochodzą nazwy rodzajowe większości ceratopsów oraz grupy Ceratopsia i kilku innych taksonów, obecnie jest on uważany za nomen dubium, czyli rodzaj wątpliwy.

## Gatunki
Ceratops montanus (Marsh, 1888)
Znany z kłykcia potylicznego zaczątków rogów (USNM 2411) odkrytych w datowanych na koniec środkowego kampanu (późna kreda) osadach formacji Judith River w Montanie (USA) przez  Johna Bella Hatchera latem 1888 r. W tym samym roku na ich podstawie Othniel Charles Marsh opisał nowy rodzaj dinozaura, który nazwał Ceratops. Uznał go za zwierzę podobne do stegozaura, z kolcami znajdującymi się jednak na czaszce. USNM 2411 przypomina szczątki awaceratopsa i chasmozaura i może należeć do jednego z nich.
Ceratops alticornis (Marsh, 1887/1888)
Znany z fragmentów dwóch rogów opisanych początkowo jako należące do nowego gatunku gigantycznego bizona, mianowicie B. alticornis. Zostały one odkryte w górnomastrychckich osadach formacji Lance w Wyoming. W 1889 r. Marsh zaliczył B. alticornis do ceratopsa. Hatche], Marsh i Lull w swojej wydanej w 1907 r. monografii uznali C. (=B.) alticornis za triceratopsa. Z racji fragmentaryczności skamielin nie jest to jednak całkowicie pewna identyfikacja, choć niewykluczona.
Ceratops belli (Stanton i Hatcher 1905) = Chasmosaurus belli
Ceratops canadensis (Stanton i Hatcher 1905) = Eoceratops canadensis
Ceratops horridus (Marsh, 1889) = Triceratops horridus
Ceratops recurvicornis (Cope, 1889)
Znany z trzech rogów, kłykcia potylicznego i puszki mózgowej odkrytej w datowanych na koniec środkowego kampanu skałach formacji Judith River w Montanie. Młodszy synonim "Monoclonius" recurvicornis - nieopisanego ceratopsa, posiadającego kilka cech diagnostycznych.
Ceratops paucidens (Marsh 1889/1890) = Lambeosaurus lambei